# Иммиграция в Аргентину

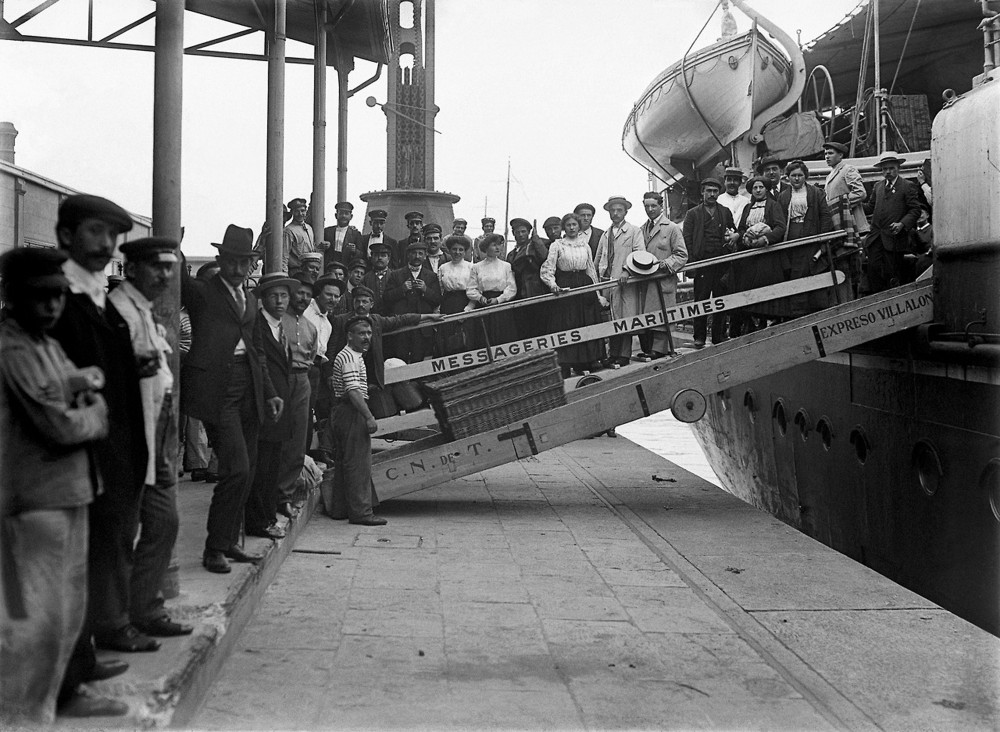
Иммиграция в Аргентину

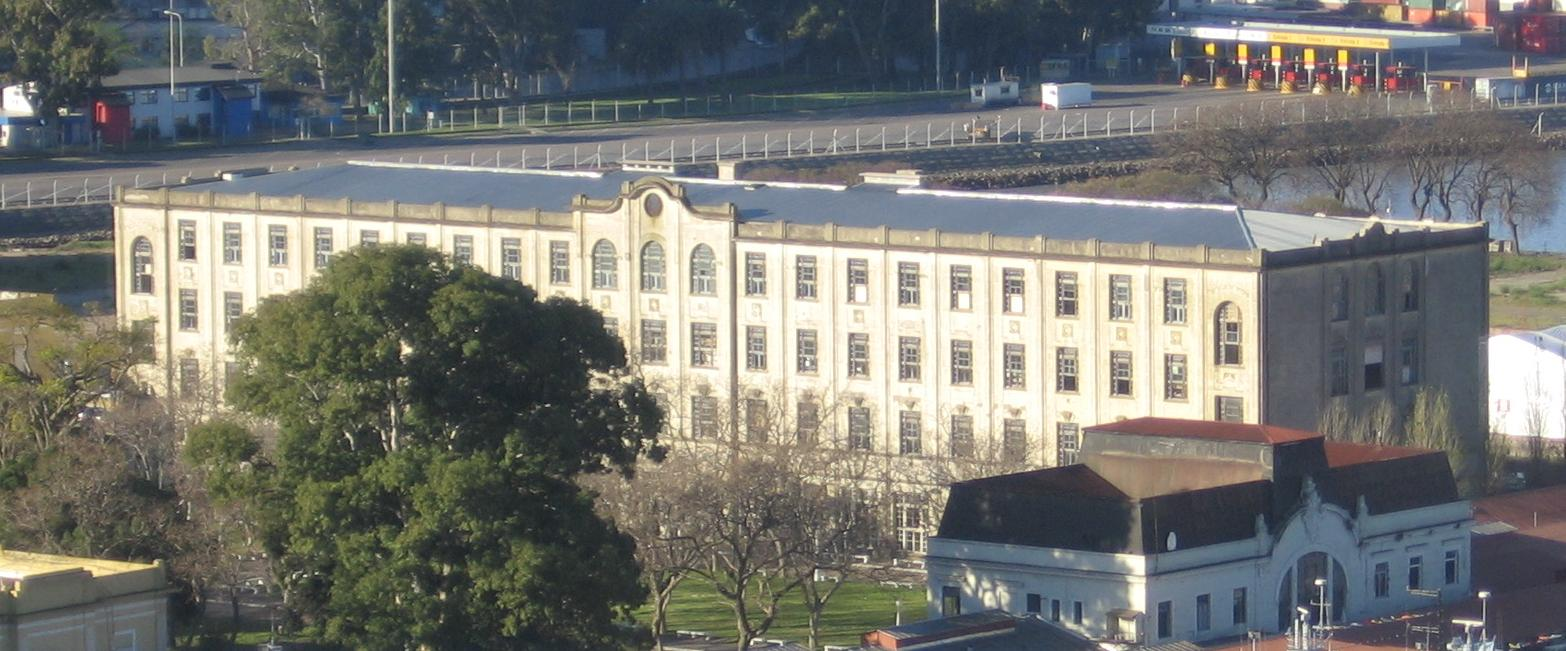
Отель иммигрантов, Буэнос-Айрес.

Иммигра́ция в Аргенти́ну (исп. Inmigración en Argentina) — процесс переселения на территорию Аргентины в течение её освоения и становления. Отношение к миграции в республике достаточно лояльное. Иммигранты способствовали оживлению экономики, стали важным элементом в формировании молодой аргентинской нации. Столица страны — Буэнос-Айрес (с пригородами), стал одним из основных центром иммиграции в Южную Америку.

## История

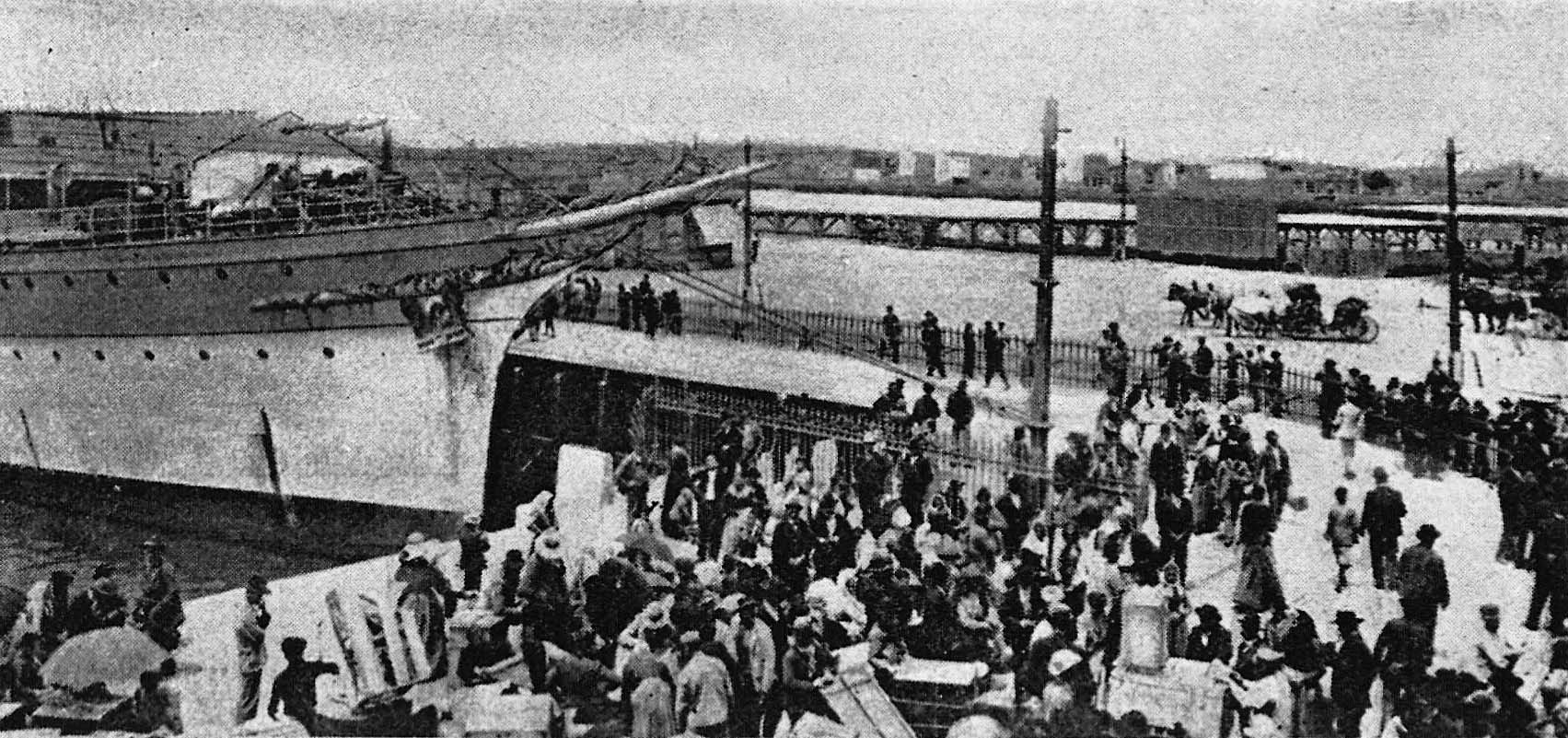
Иммигранты в районе Док-Суд Буэнос-Айреса. Начало XX века.

Первым документом независимой Аргентины об иммиграции стал декрет о привлечении иностранцев, принятый в 1810 году Патриотической хунтой. Этот декрет предоставлял полные и равные права всем иностранцам, желавшим прибыть в Аргентину.
Под лозунгом «Править — значит заселять» в стране началась политика привлечения иммигрантов. В 1857 начался постоянный статистический учёт въезжающих. С того момента и по 1940 год в страну прибыло около 7 миллионов человек, среди которых 3 миллиона из Италии и 2 миллиона из Испании (в основном галисийцев и басков). Кроме того, значительным было число немцев, французов и иммигрантов из Восточной Европы — поляков, подданных Российской империи (немцы Поволжья, евреи, русские, украинцы), хорватов, чехов, а также швейцарцев, бельгийцев, датчан и др. Немцы, ирландцы, поляки и украинцы селились в основном на северо-востоке страны, образовывая земледельческие общины. Шотландцы, валлийцы, швейцарцы и хорваты осваивали юг страны — Патагонию. Большинство французов, евреев и русских осели в столице.
Усилению притока европейцев способствовал приход к власти Доминго Фаустино Сармьенто, всячески стимулировавшего иммиграцию. В 1876 был принят закон, согласно которому упорядочивались вербовка и отправка иммигрантов из Европы в Аргентину. К концу XIX века 50,3 % населения Буэнос-Айреса составляли переселенцы.
Европейская иммиграция в Аргентину тесно связана с подъёмом земледелия в стране. Именно поселенцы начали сеять пшеницу в приграничных с Бразилией провинциях.
В 1929—1933-х в связи с мировым экономическим кризисом приток иммигрантов сократился, и лишь после Второй мировой войны, в лояльную по отношению к странам Оси, Аргентину, прибыло 800 тысяч человек.
Если до 1970 года в населении Аргентины более 90 % составляли люди испанского, итальянского, французского, немецкого и славянского происхождения, то сегодня этнический состав заметно изменился в сторону увеличения иммигрантов из стран Азии (Китай, Корея, Япония), Ближнего Востока (Ливан, Сирия), но более всего — из соседних стран — Парагвая, Боливии и Перу (в основном индейцев и метисов). По данным переписи 2010 года, из родившихся за границей 1,8 млн человек, 80 % составляли переселенцы из стран Южной Америки. Ежегодно в Аргентину переезжает до 150 тысяч человек, многие впоследствии получают аргентинский паспорт и гражданство.